# Шутов Олексій Йосипович
Олексій Йосипович Шутов (1921, село Горани, тепер Борздівської сільської ради Оршанського району Вітебської області, Республіка Білорусь — 1994, місто Харків) — український радянський діяч, залізничник, начальник Південної залізниці (1976–1983). Герой Соціалістичної Праці (1.08.1959).

## Біографія
Народився в бідній селянській родині. Здобув неповну середню освіту в школі села Горани.
У 1937—1941 роках — студент Оршанського експлуатаційного технікуму Управління Західної залізниці Наркомату шляхів сполучення СРСР.
У 1941—1945 роках — черговий по вузловій станції Челябінськ-Головний, маневровий диспетчер, заступник начальника станції Челябінськ-Головний Челябінського відділення Південно-Уральської залізниці. У 1945 році — головний диспетчер Південно-Уральської залізниці.
У жовтні 1945—1948 роках — студент курсів при Ленінградському інституті інженерів залізничного транспорту.
У 1948—1949 роках — начальник станції Борисоглєбськ Воронезької області (Південно-Східна залізниця).
Член ВКП(б).
У 1949—1962 роках — начальник станції Основа Харківської області (Харківське відділення Південної залізниці).
У 1962—1963 роках — начальник Смородинського відділення Південної залізниці.
У 1963—1971 роках — головний інженер Південної залізниці.
У 1971—1976 роках — 1-й заступник начальника Південної залізниці.
У лютому 1976—1983 роках — начальник Південної залізниці.
З 1984 року — на пенсії у місті Харкові. Працював викладачем Харківського інституту залізничного транспорту.
Помер після важкої хвороби.

## Нагороди
- Герой Соціалістичної Праці (1.08.1959)
- орден Леніна (1.08.1959)
- орден Жовтневої Революції (4.03.1976)
- орден Трудового Червоного Прапора (29.07.1945)
- медаль «За трудову відзнаку» (31.07.1954)
- медалі
- Почесна грамота Президії Верховної Ради Української РСР